# Jacob Hölting Nilsson
Jacob Hölting Nilsson, född 13 februari 2005 i Stora Köpinge, Sverige är en beachvolley- och volleybollspelare. Han har tillsammans med olika partners vunnit två U22-EM i beachvolley. Han har sedan 2023 stöd genom Sveriges Olympiska Kommittés satsning "Topp och Talang"
Hölting Nilsson kommer från en idrottsfamilj. Hans pappa Lars Nilsson spelade med Sveriges herrlandslag i volleyboll och var med när Sverige tog silver vid EM 1989 och kom sjua vid OS 1988. Förutom i volleybollsporterna är han även en talang i handboll och har deltagit i dess riksläger Hans moderklubb i volleybollsporterna är Ystads VK och i handboll Ystads IF. Han har spelat med Sveriges herrjuniorlandslag i volleyboll.
Hölting Nilsson spelade sitt första europamästerskap på juniornivå 2020 då han tillsammans med Valentino Öhman deltog i U18-EM. Han har sedan dess deltagit i flera europamästerskap, ofta i kategorier som tillåter spelare flera år äldre. Hölting Nilsson spelade i och vann U22-EM 2022 tillsammans med David Åhman, vars vanlig partner Jonatan Hellvig var skadad. Vid U22-EM 2024 vann Hölting Nilsson åter guld, denna gång tillsammans med Elmer Andersson. Några veckor senare vann de sin första seger på Volleyball World Beach Pro Tour 2024 när de vann Rakvere Future i Rakvere, Estland. Det var tredje gången de deltog i en tävling på touren och första gången de kvalificerade sig för huvudturneringen.
Hölting Nilsson ingår i den grupp av spelare som tränas av Rasmus Jonsson och Anders Kristiansson och sparrar ofta med David Åhman och Jonatan Hellvig. De lag han ingått i har använt samma spelstil som de, som går ut på att spelaren som får andrabollen ska få den såpass högt att den utöver att kunna passa sin medspelare även har möjlighet att anfalla direkt. Han har ingått i landslaget sedan han var fjorton år.